# Anatopynia villosus
Anatopynia villosus är en tvåvingeart som först beskrevs av Jacques-Marie-Frangile Bigot 1888.  Anatopynia villosus ingår i släktet Anatopynia och familjen fjädermyggor. Inga underarter finns listade i Catalogue of Life.